# Пещера Гебы
Пещера Гебы находится на горном массиве Караби-яйла. Пещера носит имя греческой богини Гебы — богини вечной юности, дочери Зевса и Геры.

## Основные характеристики пещеры
В 1989 году Комиссия спелеологии и карстоведения Московского центра Русского географического общества классифицировала по категории сложности пещеру Гебы.  Глубина составляет 45 м, длина ходов 45 м. Категория сложности 1, вертикальный тип.
В 1998 году Украинская Спелеологическая Ассоциация (УСА) начала подготовку и осуществление научной программы по маркировке и инвентаризации пещер Крыма. Ее инициатором выступил Президент УСА Ю. М. Касьян.  В Таврическом национальном университете на базе Лаборатории карста и спелеологии был создан Крымский региональный центр по учету и документации пещер (руководитель Амеличев Г. Н.) и организована кураторская группа. Старт программы по маркировке и инвентаризации пещер был дан 6 июля 1999 года на массиве Караби. Первой была маркирована пещера Гебы (кадастровый номер 712-2*), затем - наиболее известные и посещаемые полости, не требующие идентификационных работ. Наиболее детальные исследования проводились в кадастровых прямоугольниках 708 и 709..